# ألبرت ألبيرز

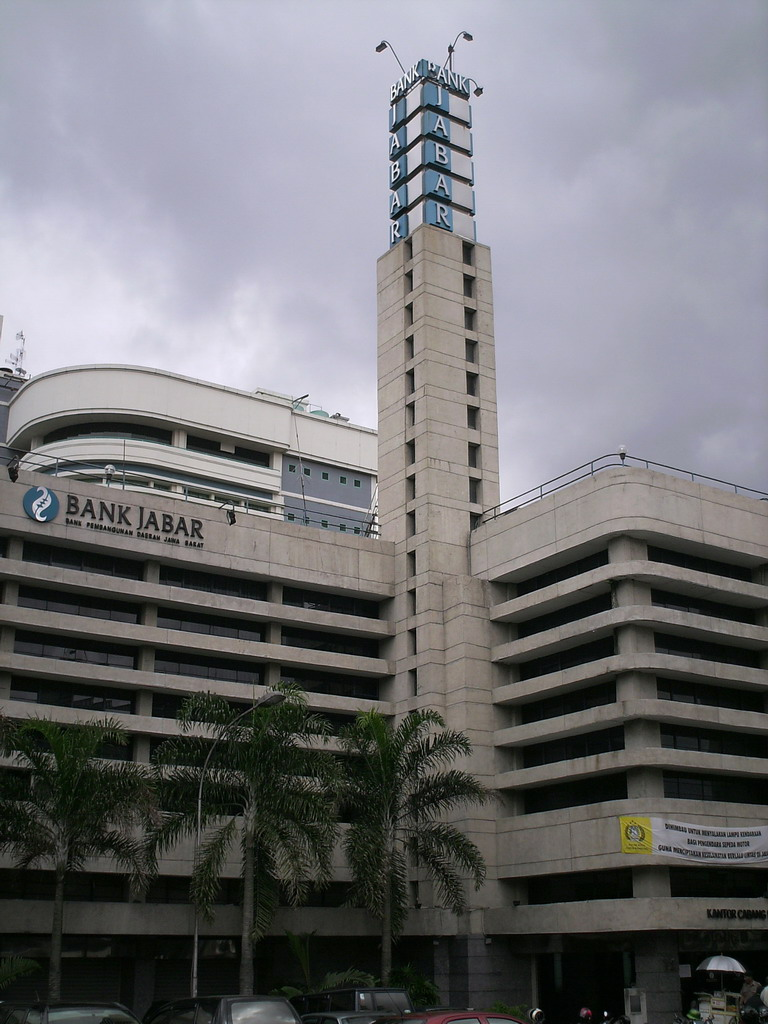
مبنى بنك دينيس، صممه ألبيرز عام 1936.

ألبرت فريدريك ألبيرز (بالهولندية: Albert Aalbers)‏ (13 ديسمبر 13، 1897–1961) كان مهندساً معمارياً هولندياً قام بإنشاء العديد من الفيلات والفنادق الأنيقة، ومباني المكاتب في باندونغ، إندونيسيا تحت الحكم الاستعماري الهولندي في العقد 1930. عمل ألبرت البرز في هولندا بين 1924 و1930، ثم هاجر إلى الهند الشرقية الهولندية، وبعد ذلك عاد إلى هولندا عام 1942 بسبب الحرب العالمية الثانية والظروف السياسية في أعقاب إعلان استقلال إندونيسيا. وخلال إقامته في باندونغ، في الفترة التي كان يطلق عليها اسم  مدينة مختبر الهندسة المعمارية ، اعتبرت عدد من المباني من روائعه المعمارية. واستلهم ألبيرز أسلوبه من التعبيري فرانك لويد رايت والحداثي لو كوربوزييه.